# Корсиканська мафія
Корсиканська мафія — група злочинних угруповань, що походять з Корсики. Мафія тісно пов'язана як з французьким злочинним світом, так і з італійською мафією. Корсиканська мафія — впливова організована злочинна структура, яка діє у Франції, Росії та багатьох країнах Африки та Латинської Америки.

## Історія

### Епоха Корсиканського союзу та французького зв'язку
Довоєнні кримінальні авторитети Марселя, Поль Карбоне та Франсуа Спіріто тісно співпрацювали з міліцею у Франції Віші та нацистським гестапо в окупованій Франції. Крім того, під час Другої світової війни корсиканська мафія на чолі з братами Геріні (Антуан і Бартелемі, на прізвисько «Меме») виступила на боці антикомуністичної фракції СФІО у французькому опорі.
У 1947 році Марсель був головним торговим портом Французької колоніальної імперії, де був мер-марксист Жан Крістофол, якого підтримували профспілки вантажників, транспортників і докерів. Під час наступаючої холодної війни як лівоцентристський уряд Франції, так і США боролися проти радянського впливу в Марселі, таємно застосовуючи незаконні засоби для досягнення цієї мети: банда Геріні використовувалася для зриву профспілкових і передвиборчих зборів, підтримки штрейкбрехерів і антирадянських профспілок.
З 1950-х по 1960-ті роки брати Геріні були звільнені від судового переслідування в Марселі. Брати Геріні займалися контрабандою опіатів із Французького Індокитаю за допомогою Messageries Maritimes, французької торгової судноплавної компанії.
З 1960-х до початку 1970-х років основні корсиканські організовані злочинні групи американські правоохоронні органи називали разом Корсиканським союзом (корс. Unione Corse). У ту ж епоху вони організували «Французький зв'язок», масштабну операцію з торгівлі героїном у Марселі, який продавали американській мафії.

### Корсиканська мафія сьогодні
Кінець Французького Зв'язку спричинив розпуск корсиканських кланів, залучених до торгівлі героїном. Однак еволюція корсиканської мафії продовжилася в інших незаконних видах діяльності, зокрема пограбування, рекет, казино, нелегальні ігрові автомати, різноманітна торгівля наркотиками та проституція.
З 1980-х до кінця 2000-х насильницькі внутрішні конфлікти турбували корсиканську мафію, що призвело до 102 вбивств на острові Корсика.
Сьогодні корсиканська мафія складається з кількох сімей, союзників і суперників. Відомими групами корсиканської мафії є банда Вензоласка (прізвисько пов'язана з селом Вензоласка на півночі Корсики, яке походить від ключових членів банди), яка вважається наступницею Бріз де Мер. Банда «Petit Bar» (також звана «Tiny Bar») з Аяччо та корсиканська мафія з Марселя також активні.
Корсика має традиції бандитизму та злочинності, подібні до італійського Меццоджорно, з безліччю злочинних угруповань, що складаються від кількох членів до кількох десятків членів. Їхні зв'язки з політичними та економічними колами є важливими, як і їхній контроль над територією з рекетом.
Насильство є частим явищем, Корсика є регіоном Європи з найвищим рівнем вбивств на жителя. Вождь мафії Франсуа К'яппе, який надихнув «Французький зв'язок», був знайдений мертвим в Аргентині у віці 88 років через старече недоумство.